# Seko Lubuk Tigo
Seko Lubuk Tigo is een bestuurslaag in het regentschap Indragiri Hulu van de provincie Riau, Indonesië. Seko Lubuk Tigo telt 1495 inwoners (volkstelling 2010).